# COCOSA
COCOSA（ココサ）は、熊本県熊本市中央区にある複合商業施設である。

## 概要
2014年に閉店したダイエー熊本下通店（旧：大洋デパート）及び隣接する櫻井總本店跡地に、2017年4月27日に開業した施設である。熊本市内における大型商業施設の開業は2016年の熊本地震以降初となり、下通など熊本市街地の活性化が期待されている。
当施設は南栄開発と櫻井總本店が建設した「下通NSビル」の地下1階から地上5階までを占めており、6階から8階まではオフィスビルとして運用されている。「COCOSA」の由来は熊本の童謡「あんたがたどこさ」の一節から。ファッションゾーンにある44のテナントのうち30が九州初出店である。
また、当初はかつてこの地にあったダイエーが核テナントとして出店する予定であったが、2015年にイオンの子会社になり、九州地方の店舗がイオン九州およびマックスバリュ九州（当時）の運営となったため、マックスバリュ九州が代わりに出店し、「マックスバリュ」ではなく「COCOSA B1」のブランドで出店した。

## 所在地
- 熊本県熊本市中央区下通1-3-8

## 営業時間
- 5F
  - 西部ガスショールーム ヒナタ熊本 10:00 - 18:00
  - 下通献血ルームCOCOSA 10:00 - 12:50、14:00 - 17:30（金曜日定休）
- 1F - 4F 11:00 - 20:00
- B1F 10:00 - 23:00

## テナント
8階から6階はオフィスゾーンとなっている。8階はCOCOSA開業前より同地に存在し、土地の所有者でもある櫻井總本店の本社が所在する。7階はNTTドコモ熊本支店で、6階は貸しオフィス「リージャス熊本下通ビジネスセンター」がある。
5階はサービスゾーンとなっており、「西部ガスショールーム ヒナタ熊本」がある。
地下1階から4階は商業ゾーンとして各専門店が出店している。
地下1階にある食品スーパー「COCOSA B1」は、ダイエー熊本下通店の後身として、イオン九州が店舗の運営をしている。1階には櫻井總本店が運営する革製品の専門店「Les Sakurai」がある。

## アクセス
- 熊本市交通局 通町筋停留場または熊本城・市役所前停留場下車、徒歩2分
- 九州産交バス・熊本電鉄バス・熊本都市バス・熊本バス 通町筋バス停下車、徒歩3分

なお、専用駐車場・駐輪場は存在しない。駐車場に関しては建物の西隣にある熊本市役所の立体駐車場のうち1階が提携駐車場となっている他、離れた場所に提携駐車場がある。駐輪場に関しても、市役所駐車場の南隣に「パスート24サイクルパーク下通1丁目」があるものの、こちらに関してはサービス券の発行がない。